# Beeld (krant)
Beeld is een Afrikaanstalig Zuid-Afrikaans dagblad, dat verschijnt in het gebied van de voormalige provincies Transvaal en Natal. Het is in oplage de vierde krant van Zuid-Afrika en de grootste Afrikaanstalige. Het hoofdkantoor is gevestigd in Johannesburg, de uitgever is Naspers.
De eerste uitgave van Beeld verscheen op 16 september 1974. Nasionale Pers begon hiermee de concurrentie tegen de andere, inmiddels allemaal verdwenen Afrikaanstalige dagbladen in Transvaal, waarvan Die Transvaler het belangrijkste was. De oplage nam in de loop der jaren toe en lag medio 2007 op ruim 102.000 exemplaren. Het totale lezersbereik van de krant was groter.
De lezers zijn voor het overgrote deel blanke Afrikaners (ruim 85%) en voor een klein deel zwarten (11%) en kleurlingen (3%).